# Dzięki, że jesteś
Dzięki, że jesteś – singel polskiej piosenkarki Lanberry i polskiego producenta muzycznego Tribbsa. Utwór pochodzi z piątego albumu studyjnego Lanberry pt. Heca. Singel został wydany 5 października 2023.
Kompozycja znalazła się na 1. miejscu listy OLiA, najczęściej odtwarzanych utworów w polskich rozgłośniach radiowych. Nagranie otrzymało w Polsce status potrójnie platynowego singla, przekraczając liczbę 150 tysięcy sprzedanych kopii.

## Geneza utworu i historia wydania
Utwór napisali i skomponowali Małgorzata Uściłowska i Mikołaj Trybulec, który również odpowiada za produkcję piosenki.
Singel ukazał się w formacie digital download 5 października 2023 w Polsce za pośrednictwem wytwórni płytowej Warner Music Poland. Piosenka została umieszczona na piątym albumie studyjnym Lanberry – Heca.
2 lutego 2024 piosenka została zaprezentowana telewidzom stacji TVN w programie Dzień dobry TVN. 24 maja wykonali singel podczas Polsat Hit Festiwal 2024. 31 grudnia wystąpili z piosenką podczas Sylwestra z Dwójką organizowanego w Chorzowie i emitowanego na antenie stacji TVP2. 18 lutego 2025 wykonała utwór podczas gali Bestsellerów Empiku 2024. 24 kwietnia zaśpiewała singel na żywo w ramach cyklu „Poplista Live Sessions” na kanale radia RMF FM. Kilka dni później zaprezentowała utwór podczas koncertu Tysiąclecie Korony Polskiej. 23 maja wykonali utwór podczas koncertu Radiowy przebój roku na Polsat Hit Festiwal 2025.

## „Dzięki, że jesteś” w stacjach radiowych
Nagranie było notowane na 1. miejscu w zestawieniu OLiA, najczęściej odtwarzanych utworów w polskich rozgłośniach radiowych.

## Teledysk
Do utworu powstał teledysk w reżyserii Roberta Szabana. Materiał wideo udostępniono 14 listopada 2023 za pośrednictwem serwisu YouTube.

## Lista utworów
- Digital download[2]

1. „Dzięki, że jesteś” – 2:30

## Notowania
| Kraj   | Lista (2023–24)          | Najwyższa pozycja |
| ------ | ------------------------ | ----------------- |
| Polska | Billboard Poland Songs   | 2                 |
| Polska | OLiS – single w streamie | 2                 |

| Kraj   | Lista (2023)                   | Najwyższa pozycja |
| ------ | ------------------------------ | ----------------- |
| Polska | OLiS – oficjalna lista airplay | 1                 |

| Kraj   | Lista (2023)                   | Pozycja |
| ------ | ------------------------------ | ------- |
| Polska | OLiS – oficjalna lista airplay | 63      |
| Polska | Lista (2024)                   | Pozycja |
| Polska | OLiS – single w streamie       | 8       |
| Polska | OLiS – oficjalna lista airplay | 29      |

## Certyfikaty
| Kraj          | Certyfikat         | Sprzedaż |
| ------------- | ------------------ | -------- |
| Polska (ZPAV) | 3× platynowa płyta | 150 000+ |

## Wyróżnienia
| Rok  | Konkurs                  | Kategoria                   | Rezultat    |
| ---- | ------------------------ | --------------------------- | ----------- |
| 2023 | Gorąca 100               | 100 największych hitów 2023 | 37. miejsce |
| 2023 | Przebój roku RMF FM 2023 | Przebój roku                | 38. miejsce |
| 2024 | Gorąca 100               | 100 największych hitów 2024 | Nominacja   |